# Himmelfahrtskirche (München-Sendling)

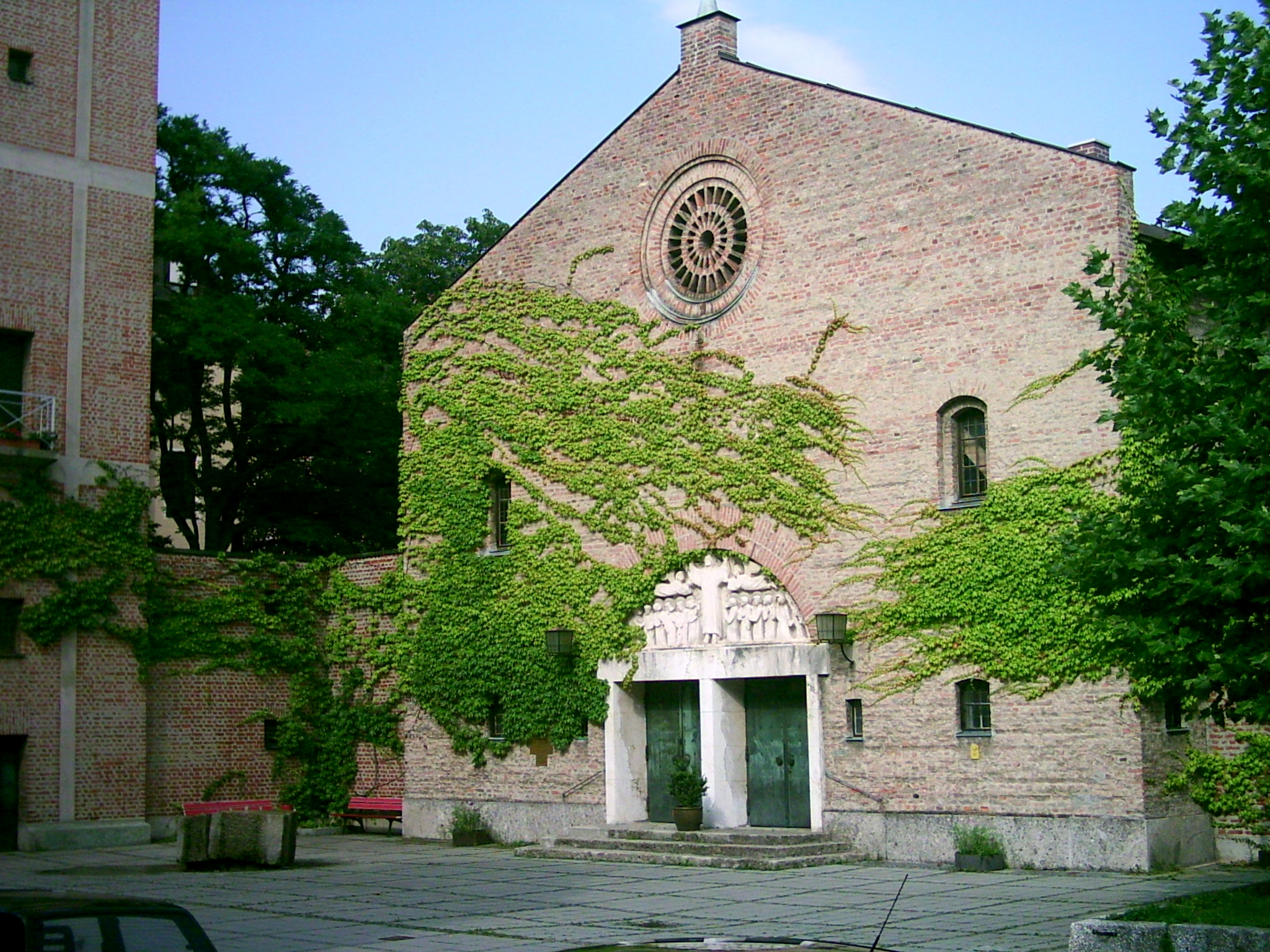
Himmelfahrtskirche Sendling

Die Himmelfahrtskirche ist ein evangelisch-lutherisches Kirchengebäude in München-Sendling, Kidlerstraße 15. Wegen ihrer ruhigen Lage und guten Akustik wird sie gelegentlich für Tonaufnahmen kleiner und mittlerer Besetzungen genutzt.

## Geschichte
Das Kirchengebäude entstand ab dem Jahre 1917 durch den Umbau des „Vergnügungsetablissement Elysium“, einer Großgaststätte im wilhelminischen Stil, die als Versammlungsort, Bierhalle, Theater, Oper und Varieté gedient hatte und von der Gemeinde für die Errichtung eines Gotteshauses erworben worden war. Der Umbau des „Elysiums“ zur Himmelfahrtskirche wurde maßgeblich durch den Gemeindepfarrer und späteren Landesbischof Hans Meiser veranlasst und betrieben. Nach etwa einem Jahr des Umbaues nach Plänen des Baurates Georg Zeitler (München) war der rückwärtige Saal als „Notkirche“ nutzbar.
Der Glockenturm wurde 1919–1920 im Südosten angebaut. Der neue Kirchenraum (das heutige Kirchenschiff) wurde im November 1920 eingeweiht. Die Kirche war als Basilika angelegt, hatte ein breit angelegtes Hauptschiff mit Seitenschiffen.
Bei Bombenangriffen in den Jahren 1942 und 1943  wurde die Himmelfahrtskirche stark beschädigt, und 1944 schließlich zerstört. In den Jahren 1950 bis 1953 wurde die Kirche unter Verwendung von Trümmerbausteinen wieder aufgebaut. Zur Straße hin wurde ein neuer Glockenturm errichtet.

## Orgel

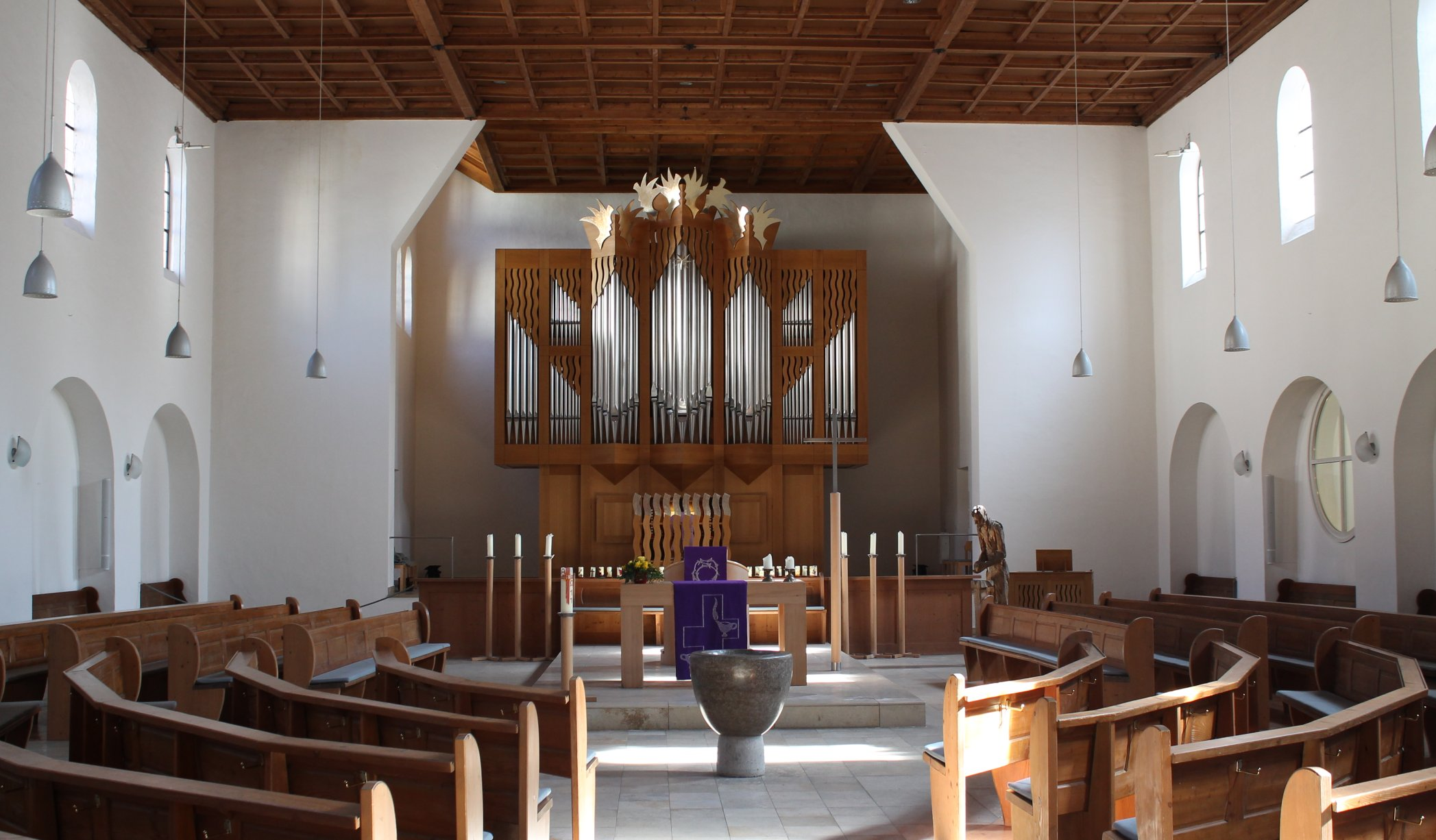
Blick auf Altar und Orgel der Himmelfahrtskirche

Die Orgel wurde 1994 von der Orgelbauwerkstatt Hermann Eule (Bautzen) erbaut. Das Instrument hat 35 Register (2377 Pfeifen) sowie seit 2021 einer Celesta auf zwei Manualen und Pedal mit mechanischen Schleifladen und Doppelregistratur (mit 3840 Setzerkombinationen).
| I Hauptwerk C–g3 |                  |       |
| 1.               | Bourdon          | 16′   |
| 2.               | Prinzipal        | 8′    |
| 3.               | Rohrflöte        | 8′    |
| 4.               | Flute harmonique | 8′    |
| 5.               | Oktave           | 4′    |
| 6.               | Holzflöte        | 4′    |
| 7.               | Quinte           | 2 ⁄3′ |
| 8.               | Octave           | 2′    |
| 9.               | Mixtur V         |       |
| 10.              | Cornett V (ab f) |       |
| 11.              | Trompete         | 8′    |
|                  | Tremulant        |       |

| II Schwellwerk C–g3 |                 |        |
| 12.                 | Prinzipal       | 8′     |
| 13.                 | Gedackt         | 8′     |
| 14.                 | Viola di Gamba  | 8′     |
| 15.                 | Voix céleste    | 8′     |
| 16.                 | Prestant        | 4′     |
| 17.                 | Spitzflöte      | 4′     |
| 18.                 | Nasard          | 2 ⁄3′  |
| 19.                 | Doublette       | 2′     |
| 20.                 | Terz            | 1 3⁄5′ |
| 21.                 | Larigot         | 1 ⁄3′  |
| 22.                 | Plein jeu VI    |        |
| 23.                 | Basson          | 16′    |
| 24.                 | Trompette harm. | 8′     |
| 25.                 | Hautbois        | 8′     |
|                     | Tremulant       |        |
|                     | Zimbelstern     |        |

| Pedal C–f1 |                |     |
| 26.        | Untersatz      | 32' |
| 27.        | Prinzipal      | 16′ |
| 28.        | Subbaß         | 16′ |
| 29.        | Octavbaß       | 8′  |
| 30.        | Baßflöte       | 8′  |
| 31.        | Octave         | 4′  |
| 32.        | Flöte          | 4′  |
| 33.        | Hintersatz III |     |
| 34.        | Posaune        | 16′ |
| 35.        | Trompete       | 8′  |
|            | Célesta        |     |

- Koppeln: II/I, I/P, II/P